# Henryk Szapiel
Henryk Szapiel (ur. 2 grudnia 1921, zm. 1 maja 1954) – polski szachista.

## Kariera szachowa
W latach 1948–1953 sześciokrotnie wystąpił w finałach mistrzostw Polski, zdobywając dwa medale: srebrny (1953 – w Krakowie) i brązowy (1951 – w Łodzi). Oprócz tego dwukrotnie (w latach 1948 i 1952) zajmował w finałowych turniejach IV miejsca. Zdobył również trzy medale drużynowych mistrzostw Polski: dwa srebrne (1947 i 1948 - oba w barwach Pomorza) oraz brązowy (1952 - w barwach Spójni Bydgoszczy). W 1950 r. zwyciężył w ogólnopolskim turnieju w Gdańsku. Czterokrotnie wystąpił w turniejach międzynarodowych, najlepszy wynik osiągając w 1949 r. w Łodzi, gdzie zajął III miejsce. Również czterokrotnie reprezentował barwy Polski w meczach drużynowych. Był także czterokrotnym medalistą mistrzostw Pomorza: dwukrotnie złotym (1949, 1951), srebrnym (1953) i brązowym (1948).
W 1954 r. zmarł przedwcześnie na gruźlicę.